# Kraftfahrt-Bundesamt
Das Kraftfahrt-Bundesamt (KBA) ist eine deutsche Bundesoberbehörde für den Straßenverkehr mit Sitz in Flensburg, die dem Bundesministerium für Verkehr (BMV) untersteht.

## Aufgaben
Die Aufgaben des Kraftfahrt-Bundesamtes ergeben sich aus § 2 Gesetz über die Errichtung eines Kraftfahrt-Bundesamtes. Es übernimmt für Kraftfahrzeuge, die für den Straßenverkehr bestimmt sind, die Typgenehmigung und die Typprüfung von Fahrzeugen und Fahrzeugteilen, die Anerkennung von Technischen Diensten, die im Rahmen des Genehmigungsverfahrens Fahrzeuge oder Fahrzeugteile prüfen sowie die Anerkennung von Konformitätsbewertungsstellen, die die Qualitätssicherung bei der Herstellung von Fahrzeugen und Fahrzeugteilen bewerten und überwachen.
Des Weiteren führt es das
- Fahreignungsregister (FAER) nach Abschnitt IV des Straßenverkehrsgesetzes, das den Gerichten und Staatsanwaltschaften, den Bußgeld- und Fahrerlaubnisbehörden, den Polizeibehörden, dem Zoll und dem Zentrum Kraftfahrwesen der Bundeswehr (ZKfWBw) Daten zugänglich macht,
- Zentrale Fahrzeugregister (ZFZR) nach Abschnitt V des Straßenverkehrsgesetzes, nach dem unter anderem die Kraftfahrzeug-Zulassungsstatistik erstellt wird,
- Zentrale Fahrerlaubnisregister (ZFER) nach Abschnitt VI des Straßenverkehrsgesetzes,
- Fahrtenschreiberkartenregister (FKR) nach der Rechtsverordnung zu § 2 Nr. 4 des Fahrpersonalgesetzes und das
- Infrastrukturabgaberegister nach § 6 Absatz 1 Satz 1 des Infrastrukturabgabengesetzes.

Außerdem stellt es das Zentrale Verkehrs-Informationssystem ZEVIS (Halterdatei) bereit.
Fragen und Anträge bezüglich alter DDR-Fahrzeuge (zum Beispiel bei verlorengegangener Betriebserlaubnis) können an das KBA gestellt werden. Außerdem ist das KBA die deutsche Kopfstelle für das EUCARIS (European Car and Driving License Information System), das die internationalen zentralen Verkehrsregister miteinander vernetzt.
Künftig wird das Kraftfahrt-Bundesamt im Rahmen des Prümer Vertrages als Nationale Kontrollstelle fungieren. Das KBA ist die zuständige Behörde für Rückrufe im Automobilbereich, die durch das Geräte- und Produktsicherheitsgesetz begründet sind.
Das KBA stellt in seinem Forschungsdatenzentrum kostenfrei anonymisierte Mikrodaten aus dem Bereich der Kraftfahrerstatistik zum Zwecke der unabhängigen wissenschaftlichen Forschung zur Verfügung.

## Geschichte

### Vorgängerbehörden
Vorgänger des Kraftfahrt-Bundesamtes waren drei unabhängig voneinander arbeitende Behörden:
Im Jahr 1910 wurde beim Polizeipräsidium in Berlin eine Sammelstelle für Nachrichten über Führer von Kraftfahrzeugen eingerichtet. Sie erfasste im Wesentlichen die Entziehungen und Versagungen von Fahrerlaubnissen. Nach Ende des Zweiten Weltkriegs 1945 wurde sie von den alliierten Besatzungsbehörden nach Bielefeld verlagert.
Im Berliner Polizeipräsidium wurde 1934 zusätzlich die Sammelstelle für Nachrichten über Kraftfahrzeuge eingerichtet. Sie erfasste alle zugelassenen deutschen Kraftfahrzeuge. Ab 1945 befand sich diese Behörde in Peine, bevor sie 1946 ebenfalls nach Bielefeld verlagert wurde.
Darüber hinaus wurde 1937, ebenfalls in Berlin, die Reichsstelle für Typprüfung von Kraftfahrzeugen und Kraftfahrzeugteilen eingerichtet. Mit ihr wurden einheitliche Begutachtungen für reihenweise gefertigte Fahrzeuge und Fahrzeugteile und damit einheitliche Sicherheitsstandards umgesetzt. Diese Reichsstelle war eine höhere Behörde und dem Reichsverkehrsminister unterstellt.

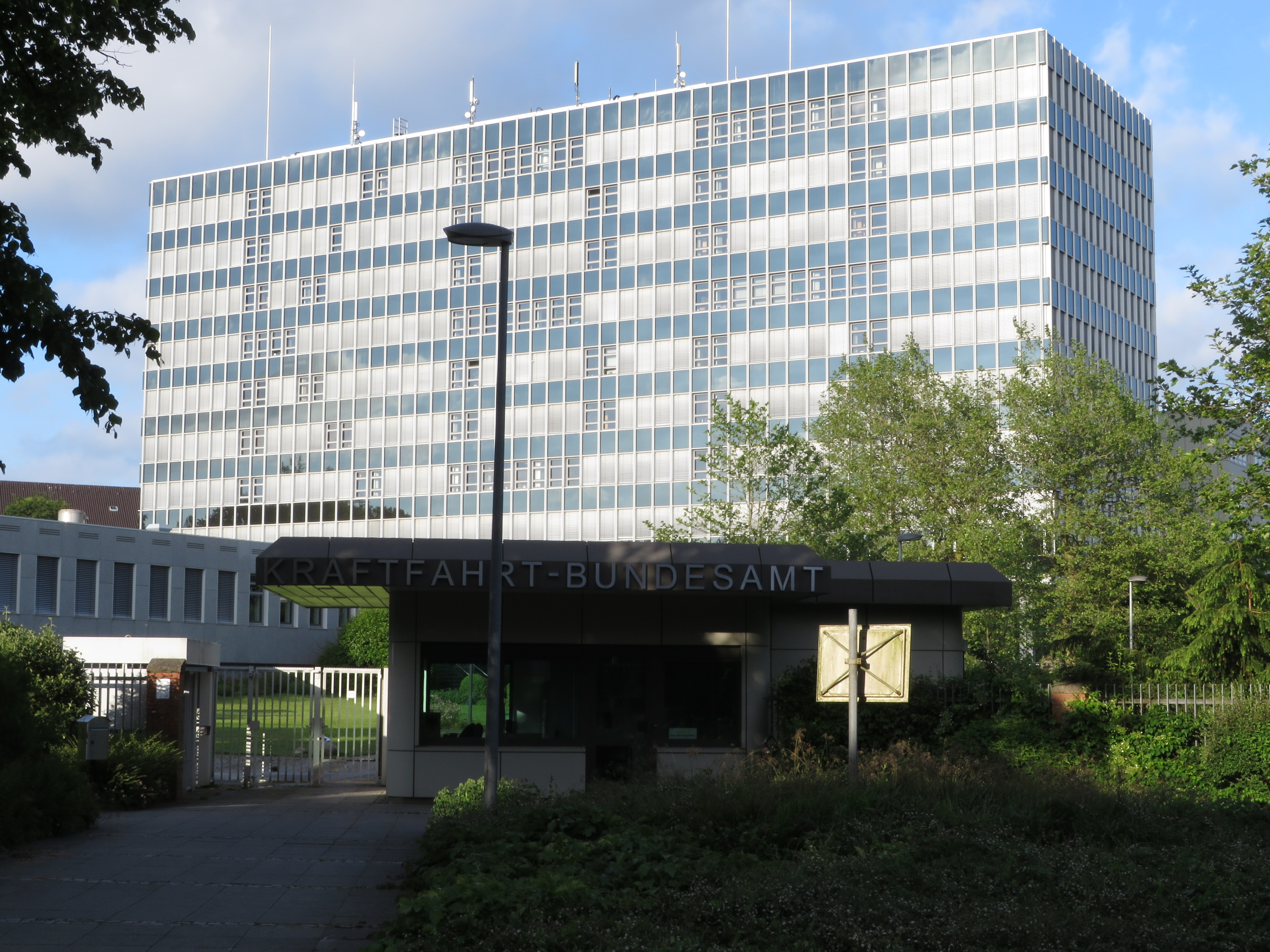
Das Kraftfahrt-Bundesamt in Flensburg-Mürwik mit dem Akronym „KBA“ auf der Ostseite des Hauptgebäudes, 2014

### Gründung des Kraftfahrt-Bundesamtes
Die Behörde wurde am 4. August 1951 mit der Verabschiedung des Gesetzes über die Errichtung eines Kraftfahrt-Bundesamtes gegründet und übernahm die Aufgaben der drei Vorgängerbehörden. Im Jahr 1952 erfolgte der Umzug von Bielefeld nach Mürwik, einen Stadtteil Flensburgs. Es bezog mit 220 Mitarbeitern zunächst die Bonte-Kaserne bei Sonwik. Ende des Jahres 1954 war die Mitarbeiteranzahl bereits auf 300 gestiegen. Kurz darauf wurde ein großer Neubau des Architekten Carl-Friedrich Fischer an der Fördestraße errichtet. Der Grundstein des Hochhauses wurde im Dezember 1961 gelegt. Der Neubau konnte 1965 bezogen werden. Zur Eröffnung am 7. September 1965 hielt der Bundesminister für Verkehr eine Rede. Das KBA befindet sich seitdem am südlichen Rand des Militärkomplexes der Marineschule Mürwik in der Fördestraße 16. Von 1983 bis 1988 war die Juristin Erika Emmerich Präsidentin der Behörde.

### Entwicklung der Datenverarbeitung
Eine große Herausforderung stellte die Einrichtung der noch neuen elektronischen Datenverarbeitung dar, die benötigt wurde, um die umfassenden Aufgaben zu bearbeiten. Das KBA besaß zunächst nur eine Lochkartenstelle. Die Lochkartenstelle des Amtes litt zu Beginn aufgrund der Wassernähe unter der Feuchtigkeit. Zum Ende der 1950er Jahre wurde die Lochkartendatei des KBA stark erweitert. Das Feuchtigkeitsproblem löste sich offenbar durch den Umzug.
In den 1960er Jahren und 1970er wurden sogenannten Rotationsgeräte genutzt, die jeweils aus 150 im Kreis angeordneten Metallplatten bestanden, auf denen wiederum jeweils ca. 200 kunststoff- oder papierbeschichtete Holzstreifen steckten. Auf den Streifen standen die registrierten Sünder mit Registernummer, Geburtsnamen usw. Jedes dieser Rotationsgeräte umfasste rund 30.000 Verkehrssünder. 1976 wurden die Registrieraufgaben auf EDV-Systeme umgestellt.

### Zeit der Wiedervereinigung

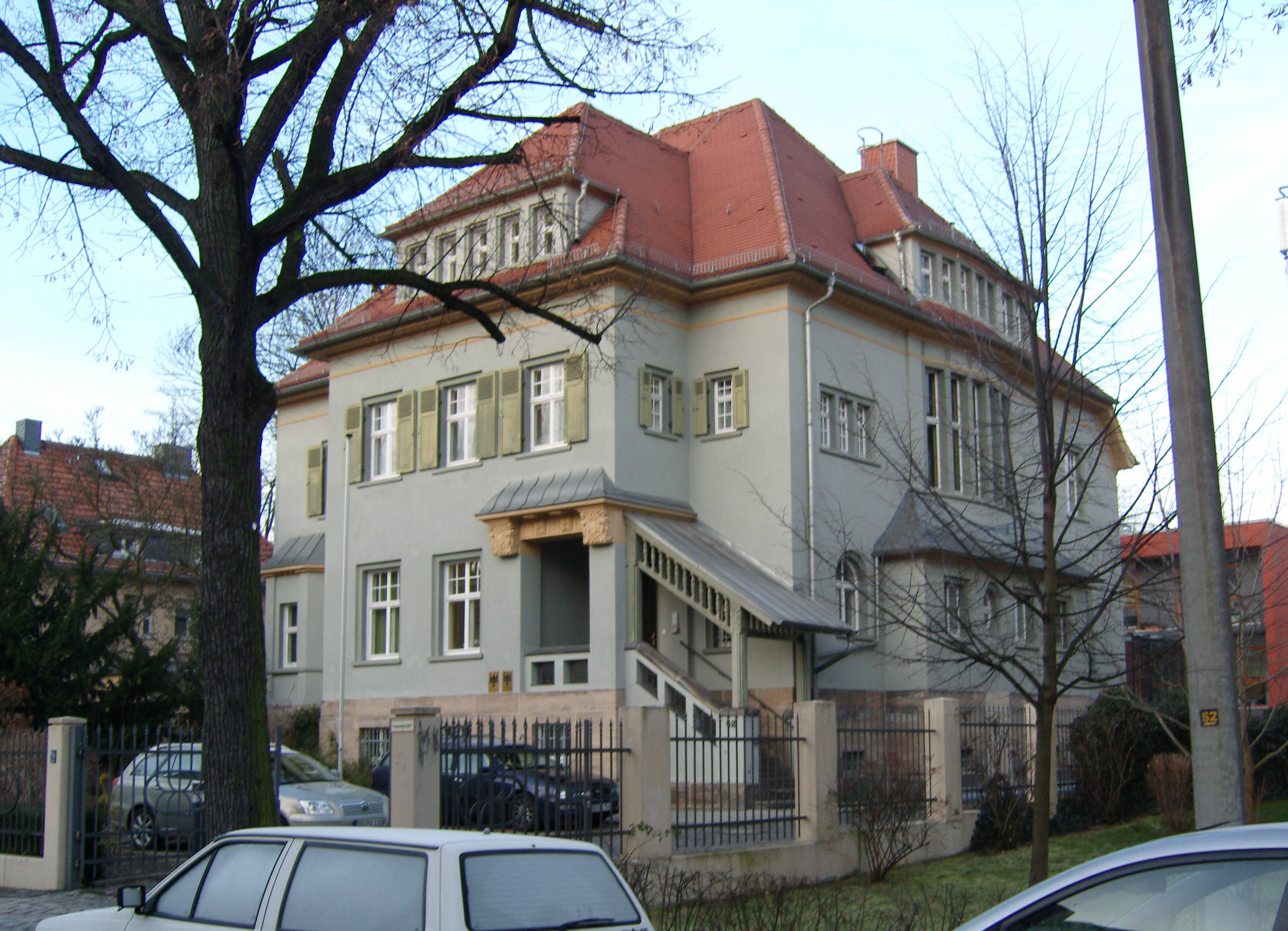
Kraftfahrt-Bundesamt Außenstelle Dresden

Nach der politischen Wende wurden mit der deutschen Wiedervereinigung am 3. Oktober 1990 nicht nur rund eine Million Trabis registriert, sondern es wurde auch das Kraftfahrzeugtechnische Amt der DDR (KTA) in Dresden vom KBA übernommen. Die dem KBA nunmehr unterstellte Außenstelle Dresden wurde der Abteilung Fahrzeugtechnik zugeordnet.

### Das KBA heute
Am 4. August 2001 feierte das KBA seinen 50. Geburtstag. In direkter Nachbarschaft des KBA befindet sich seit den 2010er Jahren das Gebäude des Schleswig-Holsteinischen Zeitungsverlags. Im KBA waren im Jahr 2017 rund 1040 Mitarbeiter beschäftigt.

## Verschiedenes

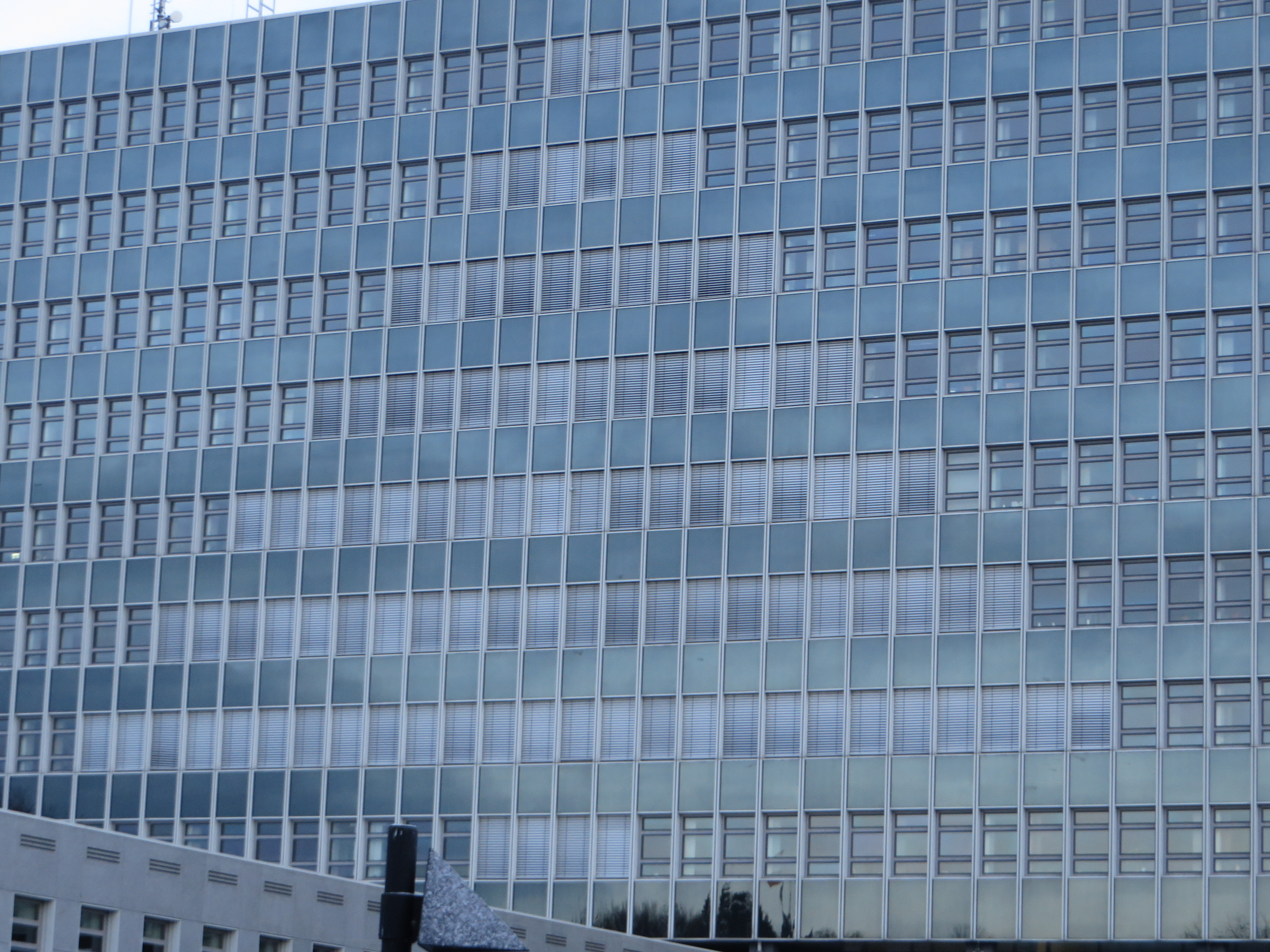
Jalousien des KBA bilden einen Weihnachtsbaum, Dezember 2014

- In aktuellen Flensburger Reiseführern wird das Kraftfahrt-Bundesamt als Sehenswürdigkeit genannt.[20][21] Zu den Kulturdenkmalen der Stadt gehört es allerdings nicht.[22]
- Die Jalousien des KBA werden an Wochenenden und Feiertagen so geschlossen und geöffnet, dass sie ein Muster ergeben, beispielsweise einen Weihnachtsbaum, ein Osterei oder das Akronym „KBA“.
- Am Auskunftspavillon in Flensburg kann auf Antrag der eigene Punktestand in der Verkehrssünderdatei (Fahreignungsregister) direkt erfragt werden.[23]
- Am 1. April 2011 erlaubten sich mehrere deutsche Radiosender einen Aprilscherz auf Kosten des Kraftfahrt-Bundesamtes. Die Falschmeldung beinhaltete eine Verlosung von „Erlasspunkten“ unter allen Teilnehmern, auf einer gefälschten Homepage (www.punkteerlass.de). Aus Anlass des tatsächlichen 60-jährigen Bestehens der Behörde im August 2011 sollten 60.000 Erlass-Punkte aus dem Verkehrszentralregister verlost werden, jeder Teilnehmer könne einen Punkt Abzug aus seiner Sünderdatei gewinnen. Für eine tatsächliche Umsetzung dieser Idee würde dem Amt die rechtliche Grundlage fehlen. Kritisiert wurde, dass tatsächlich personenbezogene Daten für die vermeintliche Gewinnspielteilnahme aufgenommen wurden. Diese wurden nach Angaben der Radiozentrale wieder gelöscht.[24][25][26]

## Kritik
Der Bundesgeschäftsführer der Deutschen Umwelthilfe (DUH), Jürgen Resch, kritisierte im Zusammenhang mit dem VW-Abgasskandal in einem Interview mit der Oldenburger Nordwest-Zeitung im September 2015 das Kraftfahrt-Bundesamt: „Das Kraftfahrtbundesamt ist ein Bettvorleger der Automobilindustrie. Diese Bundesbehörde ist zum verlängerten Arm der Autohersteller verkommen. Was für ein Abstieg für eine einstmals stolze Überwachungsbehörde. Es ist gleichzeitig auch Dienstleister, der gegen Bezahlung bestimmte Dinge für die Autoindustrie erledigt. Kein Vergleich zur Souveränität der amerikanischen Umweltbehörde EPA.“
Im Juli 2019 kritisierte die DUH das Bundesamt im Zuge neuer Erkenntnisse zu Grenzwertüberschreitungen durch Audi und Porsche, es schreite seit über drei Jahren nicht gegen betrügerische Abgasreinigung ein.
Im September 2023 drohte das KBA Mercedes mit der Stilllegung tausender Diesel-Pkws wegen Abgasmanipulation. Nach Berichten im Spiegel und im Bayerischen Rundfunk veröffentlichte die DUH das Schreiben.